# Futebol Clube de Avintes
O Futebol Clube de Avintes é um clube português sediado na freguesia de Avintes, Município de Vila Nova de Gaia, Distrito do Porto. O clube foi fundado a 23 de Julho de 1923 e o seu atual presidente é Hélder Miguel Cardoso Rodrigues.
Os seus jogos em casa são disputados no Estádio do Futebol Clube de Avintes (séniores) e no Parque Joaquim Lopes (camadas jovens).
A equipa de séniores participa na época de 2024/25, na Divisão de Elite da AF Porto.

## Futebol Sénior

### Histórico
| Campeonato/Liga      | Nº Presenças | Títulos |
| -------------------- | ------------ | ------- |
| 1ª Divisão           | 0            |         |
| 2ª Divisão           | 0            |         |
| 2ªB Divisão          | -            |         |
| 3ª Divisão           | 6            |         |
| Divisão Honra        | -            | 6       |
| 1ª Divisão Distrital | -            |         |
| 2ª Divisão Distrital | -            |         |
| Taça de Portugal     | 18           |         |
| Taça da Liga         | 0            |         |

## Ligações Externas
- http://www.fcavintes.pt/